# Nancy Lieberman Award
Il Nancy Lieberman Award è un premio assegnato ogni anno all'eccezionale playmaker nel basket femminile della divisione I della NCAA.
Dal 2000 al 2013 è stato presentato dal Rotary Club di Detroit. Dal 2014 è stato presentato dalla Naismith Memorial Basketball Hall of Fame. A partire dal 2018, la Women's Basketball Coaches Association, l'associazione di categoria degli allenatori di basket femminile statunitense, si è unita alla Hall of Fame nella consegna del premio.
Il premio è intitolato a Nancy Lieberman, una delle cestiste più affermate della storia e membro del Naismith Memorial Basketball Hall of Fame e del Women's Basketball Hall of Fame.

## Albo d'oro

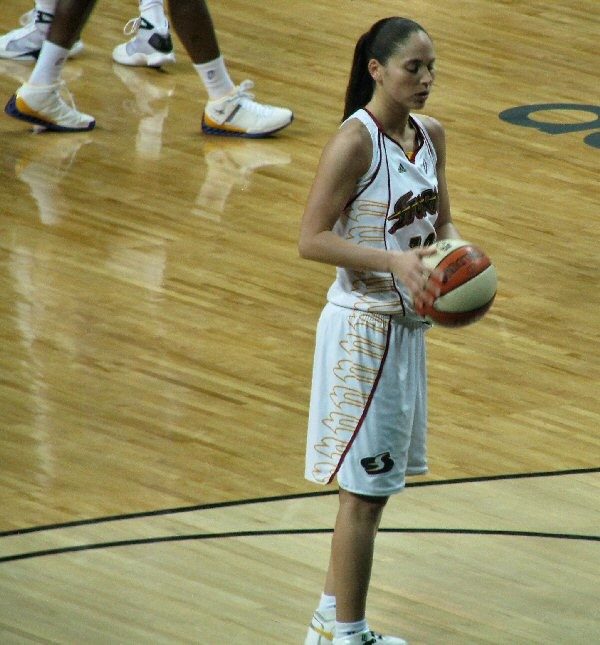
Sue Bird, tre volte vincitrice del premio

| Stagione  | Nome                 | Squadra             | Anno              |
| --------- | -------------------- | ------------------- | ----------------- |
| 1999-2000 | Sue Bird             | UConn Huskies       | Sophomore         |
| 2000-2001 | Sue Bird (2)         | UConn Huskies       | Junior            |
| 2001-2002 | Sue Bird (3)         | UConn Huskies       | Senior            |
| 2002-2003 | Diana Taurasi        | UConn Huskies       | Junior            |
| 2003-2004 | Diana Taurasi (2)    | UConn Huskies       | Senior            |
| 2004-2005 | Temeka Johnson       | LSU Lady Tigers     | Senior            |
| 2005-2006 | Ivory Latta          | N. Carol. Tar Heels | Senior            |
| 2006-2007 | Lindsey Harding      | Duke Blue Devils    | Senior            |
| 2007-2008 | Kristi Toliver       | Maryland Terrapins  | Junior            |
| 2008-2009 | Renee Montgomery     | UConn Huskies       | Senior            |
| 2009-2010 | Andrea Riley         | OSU Cowgirls        | Senior            |
| 2010-2011 | Courtney Vandersloot | Gonzaga Bulldogs    | Senior            |
| 2011-2012 | Skylar Diggins       | N. Dame F. Irish    | Junior            |
| 2012-2013 | Skylar Diggins (2)   | N. Dame F. Irish    | Senior            |
| 2013-2014 | Odyssey Sims         | Baylor Lady Bears   | Senior            |
| 2014-2015 | Moriah Jefferson     | UConn Huskies       | Junior            |
| 2015-2016 | Moriah Jefferson (2) | UConn Huskies       | Senior            |
| 2016-2017 | Kelsey Plum          | Wash. Huskies       | Senior            |
| 2017-2018 | Sabrina Ionescu      | Oregon Ducks        | Sophomore         |
| 2018-2019 | Sabrina Ionescu (2)  | Oregon Ducks        | Junior            |
| 2019-2020 | Sabrina Ionescu (3)  | Oregon Ducks        | Senior            |
| 2020-2021 | Paige Bueckers       | UConn Huskies       | Freshman          |
| 2021-2022 | Caitlin Clark        | Iowa Hawkeyes       | Sophomore         |
| 2022-2023 | Caitlin Clark (2)    | Iowa Hawkeyes       | Junior            |
| 2023-2024 | Caitlin Clark (3)    | Iowa Hawkeyes       | Senior            |
| 2024-2025 | Paige Bueckers (2)   | UConn Huskies       | Senior (redshirt) |